# Hikari (Jamaguči)
Hikari (japonsky:光市 Hikari-ši) je japonské město v prefektuře Jamaguči na ostrově Honšú. Žije zde přes 50 tisíc obyvatel. U městského přístavu se nachází vojenský objekt založený roku 1942 japonským císařským námořnictvem.